# Landser
Landser település Franciaországban, Haut-Rhin megyében. Lakosainak száma 1638 fő (2022. január 1.). Landser Bruebach, Dietwiller, Eschentzwiller, Steinbrunn-le-Bas és Schlierbach községekkel határos.

## Népesség
A település népességének változása:
| Lakosok száma | 1550 | 1567 | 1601 | 1601 | 1642 | 1650 | 1646 | 1642 | 1638 |
|               | 2013 | 2015 | 2016 | 2017 | 2018 | 2019 | 2020 | 2021 | 2022 |